# 人民自由党
人民自由党（俄语：Партия народной свободы）是俄罗斯的一个已不存在的政党。

## 沿革
1990年11月17日，对苏联共产党不愿改革的态度失望的“苏共民主纲领”派成员建立俄罗斯联邦共和党。其联合主席包括前总理卡西亚诺夫、前副总理和前右翼势力联盟主席涅姆措夫、前共和党领导人雷日科夫。俄罗斯共和党加入了支持民主运动的伞式组织“民主俄罗斯集团”。俄罗斯共和党和1990年初成立的俄罗斯社会民主党关系密切。由于两党有着相似的计划，两党曾经试图合并。俄罗斯共和党的计划被描述为自由和务实。但是，和俄罗斯社会民主党一样，俄罗斯共和党内部也有思想派系：从民主社会主义到社会自由主义到自由保守主义。
俄罗斯共和党和俄罗斯社会民主党在俄罗斯人民代表大会上形成了一个统一的派系。同社会民主党形成鲜明对比的是，俄罗斯共和党参与了1991年夏天形成的民主改革运动，其中包括思想自由的干部职务名称表制度成员，如亚历山大·雅科夫列夫、加夫里尔·波波夫。俄罗斯共和党最初既支持叶戈尔·盖达尔的经济改革，也支持同最高苏维埃有冲突的鲍里斯·尼古拉耶维奇·叶利钦。后来，一些俄罗斯共和党领导人对叶利钦提出了更多批评。1993年10月，由于对民主俄罗斯集团政策存在分歧，俄罗斯共和党离开了该集团。
在1993年新当选的议会中，俄罗斯共和党一共取得了12个席位：俄罗斯统一民主党“亚博卢”内的5个共和党席位和俄罗斯民主选择党的7个席位。在1995年的立法选举中，俄罗斯共和党加入到帕姆菲洛娃-古列夫-N·莱森科集团内参选，但是未能越过5%的基准。尼古拉·李森科和埃拉·亚历山德罗芙娜·帕姆菲洛娃通过多数选区各赢得一个席位。
1998年底，尼古拉·李森科仍然任俄罗斯共和党主席，并且加入了尤里·米哈伊洛维奇·卢日科夫领导的祖国－全俄罗斯，而俄罗斯共和党一些基层组织则和成长党或谢尔盖·弗拉季连诺维奇·基里延科领导的新军（New Force）等小规模自由党合作。
1999年，尼古拉·李森科在一个多数选区赢得了议会席位。2002年，该党改组为俄罗斯共和党。
2012年6月16日，俄罗斯共和党与人民自由党“争取没有不发和腐败的俄罗斯”合并为俄罗斯共和党—人民自由党。
2015年7月5日，俄罗斯共和党—人民自由党改名为“人民自由党”。
2023年5月25日，俄罗斯最高法院裁定人民自由党清盘解散。

## 领导人

### 联合主席
- 米哈伊尔·米哈伊洛维奇·卡西亚诺夫（2006年至今）
- 弗拉基米尔·里兹科夫（英语：Vladimir Ryzhkov）（2012年—2014年）
- 鲍里斯·叶菲莫维奇·涅姆佐夫（2012年—2015年遇刺身亡）